# 불교 용어 목록 (불)

바로가기:
ㄱ
경
구
ㄴ
ㄷ
ㄹ
ㅁ
명
무
묵
ㅂ
불
ㅅ
삼
삽
선
소
수
시
심
ㅇ
오
온
유
육
이
ㅈ 

정
지
ㅊ
ㅋ
ㅌ
ㅍ
ㅎ

## 불가견무대
불가견무대(不可見無對)는 무견무대색의 다른 말이다.

## 불가견무대색
불가견무대색(不可見無對色)은 무견무대색의 다른 말이다.

## 불가견유대
불가견유대(不可見有對)는 무견유대색의 다른 말이다.

## 불가견유대색
불가견유대색(不可見有對色)은 무견유대색의 다른 말이다.

## 불가라
불가라(弗伽羅)는 푸드갈라(산스크리트어: pudgala,
팔리어: puggala,
영어: ego, soul, individual)의 다른 말이다.

## 불가애과
불가애과(不可愛果)는 좋아하거나 즐길 수 없는 결과를 말한다. 반대말: 가애과(可愛果)

## 불난심
불난심(亂心)은 난심(亂心)에 상대되는 마음을 가리키는데, 행위할 때의 마음과 다르지 않은 마음을 말한다. 난심(亂心)은 행위할 때의 마음과는 다른 마음을 말한다. 예를 들어, 행위할 때의 마음이 선심(善心)이면 그 이외의 불선심(不善心)과 무기심(無記心)을 말하며, 행위할 때의 마음이 불선심이면 그 이외의 선심과 무기심을 말한다.

## 불망
불망(不忘) 또는 불망실(不忘失)은 잊지 않는다는 뜻으로,  세친의 《구사론》·《대승오온론》, 중현의 《현종론》 등에 따르면 명기(明記: 분명히 기억함)와 함께 염(念)의 마음작용의 본질적 성질 또는 본질적 작용을 이룬다.

## 불방일
불방일(不放逸, 산스크리트어: apramāda, 팔리어: appamada)은 설일체유부의 5위 75법에서 심소법(心所法: 46가지) 중 대선지법(大善地法: 10가지) 가운데 하나이며, 유식유가행파와 법상종의 5위 100법에서 심소법(心所法: 51가지) 중 선심소(善心所: 11가지) 가운데 하나이다. 설일체유부에 따르면, 불방일은 온갖 선법(善法)을 닦는 것이다. 불방일은 선(善)에 대해 전념[專注]하는 것을 본질로 한다. 설일체유부의 이러한 정의와는 달리 "능히 마음을 수호하는 것"을 불방일이라 정의하는 부파도 있다.
為斷不善法。為圓滿善法。常習常修堅作恒作。數修不止名不放逸。
불선법(不善法)을 끊고 선법(善法)을 원만하게 성취하기 위하여, 항상 익히고 항상 수행하며 견고하게 짓고 한결같이 지으며 자주자주 수행하면서 그만두지 않는 것을 불방일(不放逸)이라 한다.— 《아비달마집이문족론(阿毘達磨集異門足論)》 제1권. 한역본 및 한글역본

## 불비루
불비루(不鄙陋)는 논의 장엄[論莊嚴]을 구성하는 5가지 요소 중 하나인 언구원만(言具圓滿: 말이 원만하게 갖추어진 것)을 구성하는 불비루(不鄙陋) · 경이(輕易) · 웅랑(雄朗) · 상응(相應) · 의선(義善)의 5덕(五德: 5가지 특질) 가운데 하나이다. 문자 그대로는 '비루(鄙陋)하지 않은 것'으로, 변두리 지방과 변두리 나라의 낮고 속된 낱말과 표현을 사용하지 않는 것을 말한다.

## 불사선액
불사선액(不捨善軛)은 문자 그대로의 뜻은 '선(善)의 멍에[軛]를 버리지[捨] 않는다[不]'로, 무족(無足)의 다른 말이다. 불사선액은 불교 경전에 나오는 말로, 소[牛]에게 멍에를 씌움으로써 소로 하여금 도망가지 않고 능히 나아가게 하는 것과 같이 수행자에게 멍에를 지워 선법(善法)에서 벗어나지 않고 열반에 나아가게 하는 것을 말한다.

## 불선근
불선근(不善根)은 탐(貪) · 진(瞋) · 치(癡)의 3가지 번뇌를 말한다. 이들 3가지 번뇌는 모든 불선(不善), 즉 악(惡)을 생기게 하고 북돋우는 근본이 되므로 '불선(不善)의 뿌리[根]'라는 뜻에서 불선근이라고 한다.

## 불선법
불선법(不善法, 산스크리트어: akuśalā dharmāh) 또는 착하지 않은 법은 선법(善法, 착한 법)의 반대되는 말로, 이치에 맞지 않고 현세나 내세에 자기나 남에게 좋지 않은 결과를 가져올 어둠의 성질을 가진 온갖 불선(악)한 행위, 업 또는 교법을 말한다. 악법(惡法)이라고도 한다. 5악(五惡), 10악(十惡), 바라이죄(波羅夷罪), 5역죄(五逆罪) 등의 악업이 불선법에 속한다.
이에 대해 선법(善法, 착한 법)은 5계(五戒) · 10선(十善) · 3학(三學) · 6바라밀(六波羅, 六度) 등 이치에 맞고, 자기와 세상을 이익되게 하는 법(法) 또는 도리(道理)를 말한다. 5계(五戒)와 10선(十善)은 세간(世間)의 선법, 즉 자신과 세상을 편안하고 이익되게 하기 위해 닦는 선법이다. 3학(三學)과 6바라밀(六波羅蜜)은 출세간(出世間)의 선법, 즉 생멸 변화하는 미혹한 세계를 벗어나 해탈 경계에 들어가기 위해 닦는 선법이다. 이들 세간과 출세간의 법(法), 교법(敎法) 또는 도리(道理)들에는 깊고 옅음의 차이가 있지만 이들은 모두 이치에 맞고 자신과 세상을 이익되게 하는 법 또는 도리이기 때문에 모두를 통칭하여 선법(善法)이라 한다.

## 불선사
불선사(不善思) 또는 착하지 못한 사는 사(思)의 마음작용을 3가지로 나눈 선사(善思) · 불선사(不善思) · 무기사(無記思)의 3사(三思) 가운데 하나이다. 불선사(不善思)는 불선의 사(思) 즉 불선의 의업(意業)을 짓고 만드는[造作] 것, 즉, 과실(過失)을 짓는 정신적 행위[意業]를 말한다.

## 불승
1. 불승(佛乘, 산스크리트어: buddha-yāna)에서 불(佛)은 성불(成佛) 즉 불과(佛果) 즉 완전한 깨달음의 뜻이며 승(乘)은 실어 옮긴다는 뜻으로, 수행자를 실어서 완전한 깨달음에 이르게 하는 가르침, 특히 부처의 가르침을 말한다. 즉, 깨달음의 길을 뜻한다. 《화엄경》과 《법화경》에서는 성문승 · 연각승 · 보살승의 3승 등의 구분은 방편설일 뿐이며 오직 하나의 깨달음의 길 즉 1불승(一佛乘) 또는 1승(一乘)이 있다고 말한다.
2. 대승불교에서 6바라밀로 대표되는 자신들의 길[乘]을 가리켜 불승(佛乘)이라고 한 것을 말한다. 즉, 성문승 · 연각승의 2승이 오직 '아공(我空)만을 완전히 깨친 아라한'의 상태에만 이르게 할 수 있는 길임에 비해 자신들의 길인 보살승(菩薩乘) 즉 대승(大乘)은 아공과 법공을 모두 완전히 깨친 성불(成佛)의 상태에 이르게 할 수 있는 길이라고 주장하여 불승(佛乘) 또는 여래승(如來乘)이라고 한다.

## 불신
불신(不信,
산스크리트어: āśraddhya)은
마음이 청정(淸淨)해지지 못하게 하는 마음작용이다.

## 불여리소인
불여리소인(不如理所引)은 《대승오온론》과 《대승광오온론》에서 혜(慧)의 3가지 종류로 설하는 여리소인(如理所引) · 불여리소인(不如理所引) · 구비소인(俱非所引) 가운데 하나이다.
불여리소인의 문자 그대로의 뜻은 '이치[理]에 맞지 않게[不如] 이끌어냄[所引]'으로, 이치[理]에 맞지 않게 택법(擇法)하는 것을 뜻하며, 《대승광오온론》에 따르면 이것은 외도(外道)들의 택법(擇法) 즉 지혜[慧]를 뜻한다. 한편, 여리소인은 불제자(佛弟子: 부처의 제자)들의 택법 즉 지혜를 뜻하고, 구비소인은 나머지 중생들의 택법 즉 지혜를 뜻한다.

## 불열
불열(不悅)은 사람을 뜻하는 나라(那羅, 팔리어: nara, 영어: man)의 다른 말이다.

## 불염
불염(不厭: 싫어하지 않음)은 염(厭: 싫어함)의 반대되는 마음작용이다. 염은 유전연기와 그 결과물인 생사윤회를 염오(厭惡: 싫어하고 미워함)하게 하는 선한 마음작용이다. 한편, 흔(欣)은 환멸연기와 그것에 의해 증득되는 열반을 흔락(欣樂)하게 하는 선한 마음작용이다.

## 불응작
불응작(不應作) 마땅히 하지 않아야 할 일을 말한다. 반대말은 응작(應作)으로, 마땅히 해야 할 일을 말한다. 안혜의 《대승아비달마잡집론》에 따르면, 부정지(不正知)의 마음작용은 마음(8식, 즉 심왕, 즉 심법)으로 하여금 소관경(所觀境, 觀察境: 관찰되는 대상)에 대해 응작과 불응작을 분명히 알지[了知] 못하게 하는 작용을 한다.

## 불퇴전
불퇴전(不退轉)은 무퇴(無退)의 다른 말이다.

## 불항현행
불항현행(不恒現行)은 항상 현행하지는 않는다는 뜻으로, 줄여서 불항행(不恒行)이라고도 하다. '불항현행의 심 · 심소' 또는 '불항행의 심 · 심소'라고 칭할 때 흔히 사용되는 낱말이며, 이 경우 제6의식과 제6의식과 상응하는 마음작용(심소)을 말한다.

## 불해
불해(不害, 산스크리트어: ahiṃsā 아힘사, 팔리어: avihiṃsā, 영어: no harm)는 설일체유부의 5위 75법에서 심소법(心所法: 46가지) 중 대선지법(大善地法: 10가지) 가운데 하나이며, 유식유가행파와 법상종의 5위 100법에서 심소법(心所法: 51가지) 중 선심소(善心所: 11가지) 가운데 하나이다. 설일체유부에 따르면, 불해(不害)는 다른 이를 손상시키고 괴롭히지 않는 것을 본질로 하는 의식작용(마음작용)이다.

## 비단
비단(非斷)은 비소단(非所斷)의 다른 말이다.

## 비리작의
1. 비리작의(非理作意)는 한자어 문자 그대로는 '이치에 어긋나는[非理] 생각[作意]' 또는 '이치에 맞지 않는[非理] 생각[作意]'이라는 뜻으로, 올바르지 못한 생각, 참답지 못한 사유(思惟), 여실(如實)하지 못한 사유(思惟), 옳지 못한 사유(思惟)를 말한다.
2. 비리작의(非理作意, 염오작의, 그릇된 작의, 오염된 작의,
산스크리트어: ayoniśo-manaskāra)는 염오한 작의(作意), 즉 번뇌에 오염된 작의를 말한다.
설일체유부의 교학에 따르면, 작의는 대지법에 속하며 대지법은 선 · 불선 · 무기의 마음(6식, 즉 심왕, 즉 심법)을 비롯한 모든 마음에서 항상 존재하는 마음작용들의 그룹이다. 따라서 비리작의는 모든 오염된 마음에서 항상 존재하는 마음작용들의 그룹인 대번뇌지법에 소속될 수 있으며, 실제로 《아비달마품류족론》 등에서는 대번뇌지법에 속한 법들로 불신(不信) · 해태(懈怠) · 실념(失念) · 심란(心亂) · 무명(無明) · 부정지(不正知) · 비리작의(非理作意) · 사승해(邪勝解) · 도거(掉擧) · 방일(放逸)의 10가지 마음작용을 들고 있다. 하지만, 비리작의의 본질은 대지법에 속한 마음작용인 작의이므로, 엄격히 말하면 비리작의를 대번뇌지법에 포함시키는 것은 중복이며 그렇기 때문에 대번뇌지법에 포함시키지 않는다고 《아비달마구사론》에서는 말하고 있다.
부파불교의 설일체유부의 논서 《아비달마품류족론》 제3권에 따르면,
비리작의(非理作意)는 염오작의(染汚作意), 즉 번뇌에 오염된 작의(作意)를 말한다.

## 비명비무명촉
부파불교의 설일체유부의 논서 《아비달마품류족론》 제3권에 따르면,
비명비무명촉(非明非無明觸)은 불염오유루촉(不染污有漏觸), 즉 명촉(明觸)도 무명촉(無明觸)도 아닌 촉(觸)의 마음작용이다. 즉, 무루촉(無漏觸)도 염오촉(染污觸)도 아닌 촉이다. 즉, 출세간의 촉이 아니면서 번뇌에 오염되지 않은 촉을 말한다. 즉, 번뇌에 오염되지 않은 세간의 촉을 말한다.

## 비바사사
비바사사(毘婆沙師, 산스크리트어: vaibhāṣika)는 설일체유부의 논사(論師)들을 가리킨다. 특히, 《아비달마대비바사론(阿毘達磨大毘婆沙論)》의 결집에 관계된 사람들이나 이 논서의 뜻을 따르는 사람들을 가리킨다.

## 비상
1. 비상(非常, 산스크리트어: anitya)은 무상(無常, 산스크리트어: anitya, anityatā, 팔리어: anicca)의 다른 말로, '영원하지 않음' 즉 '일시적임'을 뜻한다.
2. 비상(非常, 산스크리트어: anitya) 또는 무상(無常)은 불교의 수행법 중 하나인 4제 16행상(四諦 十六行相: 4성제를 관찰하는 16종의 관법 또는 관행) 가운데 하나로, 4성제 중 고제에 대한 4가지 관찰[觀法 또는 觀行]인 비상(非常) · 고(苦) · 공(空) · 비아(非我) 가운데 비상(非常)을 말한다. 이것은 '5취온(五取蘊)이란 인연의 화합에 의해 형성된 것[待緣而成]이므로 항상 존재하는 것[常]이 아니라는 것, 즉 영원한 것[常]이 아니라는 것, 즉 일시적인 것[非常]이라고 관찰하는 것'을 말한다. 즉, 이러한 수행[行相]을 비상(非常)이라고 한다.

## 비소단
《구사론》의 설일체유부의 교학에 따르면, 비소단(非所斷, 산스크리트어: aheya)은 택멸무위(擇滅無爲)처럼 견도(見道)나 수도(修道) 어느 것에 의해서도 끊어지는 것이 아닌 법(法)을 말한다. 비단(非斷)이라고도 한다. (참고: 견소단(見所斷), 수소단(修所斷))

## 비식
부파불교의 설일체유부의 논서 《아비달마품류족론》 제3권에 따르면,
비식(鼻識)은 식(識), 즉 마음, 즉 안식(眼識) · 이식(耳識) · 비식(鼻識) · 설식(舌識) · 신식(身識) · 의식(意識)의 6식신(六識身) 가운데 하나로, 비근[鼻]과 향경[香]을 연(緣: 원인 또는 간접적 원인)으로 하여 생겨나는 비근의 인식[鼻識]을 말한다. 이 때 비근이 증상(增上) 즉 소의(所依)가 되고 향경이 소연(所緣)이 된다. 비근에 의해 인식[識]되는 향경에 대한[於鼻所識香] 모든 이정당요별(已正當了別) 즉 과거의 요별[已了別] · 현재의 요별[正了別] · 미래의 요별[當了別]을 통칭하여 안식(眼識)이라 이름한다.

## 비아
1. 비아(非我, 산스크리트어: anātman, nir-ātman, 팔리어: anattan)는 '(영원하고 불변하며 스스로 존재하는) 나[我, 아트만]가 아니다'는 뜻으로 무아(無我)의 다른 말이며, 비신(非神) 또는 비신(非身)이라고도 한다.
2. 비아(非我, 산스크리트어: anātman, nir-ātman, 팔리어: anattan) 또는 무아(無我)는 불교의 수행법 중 하나인 4제 16행상(四諦 十六行相: 4성제를 관찰하는 16종의 관법 또는 관행) 가운데 하나로, 4성제 중 고제에 대한 4가지 관찰[觀法 또는 觀行]인 비상(非常) · 고(苦) · 공(空) · 비아(非我) 가운데 비아(非我)를 말한다. 이것은 '5취온(五取蘊)이란 (영원하고 불변하며 스스로 존재하는) 나[我, 아트만]가 아니다[違我見]라고 관찰하는 것'을 말한다. 즉, 이러한 수행[行相]을 비아(非我)라고 한다.

## 비지경
비지경(非至境)은 근(根)과 직접 접촉하지 않은, 떨어져 있는 대상[境]을 말한다. 부지경(不至境)이라고도 한다.
(참고: 지경(至境))

## 비촉
비촉(鼻觸)은 안촉(眼觸) · 이촉(耳觸) · 비촉(鼻觸) · 설촉(舌觸) · 신촉(身觸) · 의촉(意觸)의 6촉(六觸) 가운데 하나이다. 비촉신(鼻觸身)이라고도 한다.
부파불교의 설일체유부의 논서 《아비달마품류족론》 제3권에 따르면,
비촉(鼻觸)은 비근[鼻]과 향경[香]을 연(緣: 원인 또는 간접적 원인)으로 하여 비식(鼻識)이 생겨날 때의 비근 · 향경 · 비식의 3화합(三和合)으로 인한 촉[三和合故觸]이다. 이 때 비근이 증상(增上) 즉 소의(所依)가 되고 향경이 소연(所緣)이 된다. 비근에 의해 인식[識]되는 향경에 대한[於鼻所識香] 모든 촉(觸: 3화합) · 등촉(等觸: 평등한 3화합) · 촉성(觸性: 3화합의 성질) · 등촉성(等觸性: 평등한 3화합의 성질) · 이촉(已觸: 과거의 3화합) · 촉류(觸類: 3화합의 등류)를 통칭하여 비촉(鼻觸)이라 이름한다.

## 비촉소생사
부파불교의 설일체유부의 논서 《아비달마품류족론》 제3권에 따르면,
비촉소생사(鼻觸所生思)는 비근[鼻]과 향경[香]을 연(緣: 원인 또는 간접적 원인)으로 하여 비식(鼻識)이 생겨날 때, 비근 · 향경 · 비식의 3화합(三和合)으로 인해 촉[三和合故觸]이 생겨남과 동시에 또한 이 촉(觸)이 연(緣: 원인 또는 간접적 원인)이 되어서 생겨나는 사(思)이다.
이 때 비근이 비촉소생사의 증상(增上) 즉 소의(所依)가 되고 향경이 비촉소생사의 소연(所緣)이 된다. 비촉은 비촉소생사의 인(因: 직접적 원인)이 되고 집(集: 집기)이 되고 유(類: 등류)가 되고 생(生: 생겨나게 함, 생상)이 된다. 그리고 비촉소생사는 비촉소생작의(鼻觸所生作意) 즉  비촉으로 인해 생겨난 작의(作意)와 상응한다.
비근에 의해 인식[識]되는 향경에 대한[於鼻所識香] 모든 사(思: 심조작, 마음으로 짓고 만듦) · 등사(等思: 그 모두에 대한 심조작) · 증상등사(增上等思: 그 모두에 대한 뛰어난 심조작) · 이사(已思: 과거의 심조작) · 사류(思類: 심조작의 등류) · 심작의업(心作意業: 마음으로 의업을 지음)을 통칭하여 비촉소생사(鼻觸所生思)라 이름한다.

## 비촉소생애
비촉소생애(鼻觸所生愛)는 안촉소생애 · 이촉소생애 · 비촉소생애 · 설촉소생애 · 신촉소생애 · 의촉소생애의 6애신(六愛身) 가운데 하나이다.
부파불교의 설일체유부의 논서 《아비달마품류족론》 제3권에 따르면,
비촉소생애(鼻觸所生愛)는 비근[鼻]과 향경[香]을 연(緣: 원인 또는 간접적 원인)으로 하여 비식(鼻識)이 생겨날 때, 비근 · 향경 · 비식의 3화합(三和合)으로 인해 촉[三和合故觸]이 생겨나고 그런 후 이 촉(觸)이 연(緣: 원인 또는 간접적 원인)이 되어서 생겨나는 애(愛)이다.
이 때 비근이 비촉소생애의 증상(增上) 즉 소의(所依)가 되고 향경이 비촉소생애의 소연(所緣)이 된다.
비근에 의해 인식[識]되는 향경에 대한[於鼻所識香] 모든 탐(貪) · 등탐(等貪) · 집장(執藏) · 방호(防護) · 탐착(耽著) · 애락(愛樂)을 통칭한다. 즉, 후각적 대상에 대한 탐(貪) · 그 모두에 대한 탐[等貪] · 꽉 쥐어서 간직함[執藏] · 빼앗기지 않기 위해 막아 수호함[防護] · 빠져서 들러붙음[耽著] · 갈망하며 좋아함[愛樂]의 마음작용을 통칭하여 비촉소생애(鼻觸所生愛)라 이름한다.

## 비택멸
비택멸(非擇滅, 산스크리트어: apratisajkhyā-nirodha)은 설일체유부의 5위 75법 중 3무위(三無爲)의 하나이고, 유식유가행파의 5위 100법 중 6무위(六無爲)의 하나이다.
설일체유부에 따르면, 택멸은 무루의 지혜가 4성제를 개별적으로 간택함으로써 획득되는 멸(滅) 즉 열반(涅槃)임에 비해, 비택멸은 무루의 지혜의 간택력에 의하지 않고 저절로 멸(滅)이 획득되는 무위이다.

## 비택멸무위
비택멸무위(非擇滅無爲)는 비택멸(非擇滅)의 다른 말이다.

## 비학비무학작의
비학비무학작의(非學非無學作意)는 부파불교의 설일체유부의 논서 《아비달마품류족론》에서 작의(作意)의 마음작용을 3가지로 나눈 학작의(學作意) · 무학작의(無學作意) · 비학비무학작의(非學非無學作意)의 3작의(三作意) 가운데 하나이다.
비학비무학작의(非學非無學作意)는 유학(有學) 또는 무학(無學)의 성자가 아닌 범부의 작의를 말한다.

## 참고 문헌
- 이 문서에는 다음커뮤니케이션(현 카카오)에서 GFDL 또는 CC-SA 라이선스로 배포한 글로벌 세계대백과사전의 내용을 기초로 작성된 글이 포함되어 있습니다.
- 가전연자 지음, 승가제바·축불념 한역, 권오민 번역 (K.943, T.1543). 《아비담팔건도론》. 한글대장경 검색시스템 - 전자불전연구소 / 동국역경원. K.943(24-695), T.1543(26-771).
- 고려대장경연구소. 《고려대장경 전자 불교용어사전》. 고려대장경 지식베이스 / (사)장경도량 고려대장경연구소.
- 고익진 (1989). 《한국 고대 불교 사상사》. 동국대학교 출판부.
- 곽철환 (2003). 《시공 불교사전》. 시공사 / 네이버 지식백과.
- 구나발타라(求那跋陀羅) 한역 (K.650, T.99). 《잡아함경》. 한글대장경 검색시스템 - 전자불전연구소 / 동국역경원. K.650(18-707), T.99(2-1).
- 구나발타라 한역, 번역자 미상 (K.54, T.353). 《승만경》. 한글대장경 검색시스템 - 전자불전연구소 / 동국역경원. K.54(6-1361), T.353(12-217).
- 구마라습 한역, 차차석 번역 (K.991, T.614). 《좌선삼매경》. 한글대장경 검색시스템 - 전자불전연구소 / 동국역경원. K.991(30-128), T.614(15-269).
- 권오민 (1991). 《경량부철학의 비판적 체계 연구》. 동국대학원 철학박사 학위논문.
- 권오민 (2003). 《아비달마불교》. 민족사.
- 담무참 한역, 번역자 미상 (K.105, T.374). 《대반열반경》. 일명 《북본열반경》. 한글대장경 검색시스템 - 전자불전연구소 / 동국역경원. K.105(9-1), T.374(12-365).
- 목건련 지음, 현장 한역, 송성수 번역 (K.945, T.1537). 《아비달마법온족론》. 한글대장경 검색시스템 - 전자불전연구소 / 동국역경원. K.945(24-1091), T.1537(26-453).
- 무착 지음, 바라파밀다라 한역, 이영무 번역 (K.586, T.1604). 《대승장엄경론》. 한글대장경 검색시스템 - 전자불전연구소 / 동국역경원. K.586(16-843), T.1604(31-589).
- 무착 지음, 현장 한역 (K.571, T.1602). 《현양성교론》. 한글대장경 검색시스템 - 전자불전연구소 / 동국역경원. K.571(16-1), T.1602(31-480).
- 무착 지음, 현장 한역, 이한정 번역 (K.572, T.1605). 《대승아비달마집론》. 한글대장경 검색시스템 - 전자불전연구소 / 동국역경원. K.572(16-157), T.1605(31-663).
- 미륵 지음, 현장 한역, 강명희 번역 (K.614, T.1579). 《유가사지론》. 한글대장경 검색시스템 - 전자불전연구소 / 동국역경원. K.570(15-465), T.1579(30-279).
- 법구 지음, 승가발마 등 한역, 김형준 번역 (K.960, T.1552). 《잡아비담심론》. 한글대장경 검색시스템 - 전자불전연구소 / 동국역경원. K.960(28-391), T.1552(28-869).
- 법승 지음, 승가제바·혜원 한역, 김재천 번역 (K.959, T.1550). 《아비담심론》. 한글대장경 검색시스템 - 전자불전연구소 / 동국역경원. K.959 (28-355), T.1550 (28-809).
- 법장 술, 노혜남 번역 (K.1513, T.1733). 《화엄경탐현기》. 한글대장경 검색시스템 - 전자불전연구소 / 동국역경원. K.1513(47-458), T.1733(35-107).
- 불타야사·축불념 한역, 번역자 미상 (K.647, T.1). 《장아함경》. 한글대장경 검색시스템 - 전자불전연구소 / 동국역경원. K.647(17-815), T.1(1-1).
- 사리자 설, 현장 한역, 송성수 번역 (K.946, T.1536). 《아비달마집이문족론》. 한글대장경 검색시스템 - 전자불전연구소 / 동국역경원. K.946(24-1183), T.1536(26-367).
- 서정형 (2004). 《나가르주나 『중론』(해제)》. 서울대학교 철학사상연구소 / 네이버 지식백과.
- 서정형 (2004b). 《『밀린다팡하』(해제)》. 서울대학교 철학사상연구소 / 네이버 지식백과.
- 세우 지음, 구나발타라·보리야사 한역, 송성수 번역 (K.950, T.1541). 《중사분아비담론》. 한글대장경 검색시스템 - 전자불전연구소 / 동국역경원. K.950(25-271), T.1541(26-627).
- 세우 지음, 현장 한역, 송성수 번역 (K.949, T.1542). 《아비달마품류족론》. 한글대장경 검색시스템 - 전자불전연구소 / 동국역경원. K.949(25-149), T.1542(26-692).
- 세친 지음, 현장 한역, 권오민 번역 (K.955, T.1558). 《아비달마구사론》. 한글대장경 검색시스템 - 전자불전연구소 / 동국역경원. K.955(27-453), T.1558(29-1).
- 세친 지음, 현장 한역, 김묘주 번역 (K.594, T.1597). 《섭대승론석》. 한글대장경 검색시스템 - 전자불전연구소 / 동국역경원. K.594(17-76), T.1597(31-321).
- 세친 지음, 현장 한역, 송성수 번역 (K.618, T.1612). 《대승오온론》. 한글대장경 검색시스템 - 전자불전연구소 / 동국역경원. K.618(17-637), T.1612(31-848).
- 세친 지음, 현장 한역, 송성수 번역 (K.644, T.1614). 《대승백법명문론》. 한글대장경 검색시스템 - 전자불전연구소 / 동국역경원. K.644(17-808), T.1614(31-855).
- 승가제바(僧伽提婆) 한역. 《중아함경》. 한글대장경 검색시스템 - 전자불전연구소 / 동국역경원.
- 안혜 지음, 지바하라 한역, 조환기 번역 (K.619, T.1613). 《대승광오온론》. 한글대장경 검색시스템 - 전자불전연구소 / 동국역경원. K.619(17-641), T.1613(31-850).
- 안혜 지음, 현장 한역, 이한정 번역 (K.576, T.1605). 《대승아비달마잡집론》. 한글대장경 검색시스템 - 전자불전연구소 / 동국역경원. K.576(16-228), T.1606(31-694).
- 오백 아라한 지음, 현장 한역, 송성수 번역 (K.952, T.1545). 《아비달마대비바사론》. 한글대장경 검색시스템 - 전자불전연구소 / 동국역경원. K.952(26-1,27-1), T.1545(27-1).
- 운월 (2005). 《근본불교의 수행체계에 대하여》. 한국선학회.
- 운허.  동국역경원 편집, 편집. 《불교 사전》.
- 용수 지음, 구마라습 한역, 김성구 번역 (K.549, T.1509). 《대지도론》. 한글대장경 검색시스템 - 전자불전연구소 / 동국역경원. K.549(14-493), T.1509(25-57).
- 용수 지음, 구마라습 한역, 박인성 번역 (K.577, T.1564). 《중론》. 한글대장경 검색시스템 - 전자불전연구소 / 동국역경원. K.577(16-350), T.1564(30-1).
- 제바설마 지음, 현장 한역, 송성수 번역 (K.947, T.1539). 《아비달마식신족론》. 한글대장경 검색시스템 - 전자불전연구소 / 동국역경원. K.947 (25-1), T.1539 (26-531).
- 중현 지음, 현장 한역, 권오민 번역 (K.956, T.1562). 《아비달마순정리론》. 한글대장경 검색시스템 - 전자불전연구소 / 동국역경원. K.956(27-680), T.1562(29-329).
- 중현 지음, 현장 한역, 권오민 번역 (K.957, T.1563). 《아비달마장현종론》. 한글대장경 검색시스템 - 전자불전연구소 / 동국역경원. K.957(28-1), T.1563(29-777).
- 축불념 한역, 노혜능 번역 (K.530, T.1485). 《보살영락본업경》. 한글대장경 검색시스템 - 전자불전연구소 / 동국역경원. K.530(14-374), T.1485(24-1010).
- 최봉수 (1999). 〈색온에서의 색의 의미 - 구사론과 청정도론의 색온론을 비교하여〉. 《불교학보》.
- 현장 한역, 김달진 번역 (K.154, T.676). 《해심밀경》. 한글대장경 검색시스템 - 전자불전연구소 / 동국역경원. K.154(10-709), T.676(16-688).
- 호법 등 지음, 현장 한역, 김묘주 번역 (K.614, T.1585). 《성유식론》. 한글대장경 검색시스템 - 전자불전연구소 / 동국역경원. K.614(17-510), T.1585(31-1).
- 황욱 (1999). 《무착[Asaṅga]의 유식학설 연구》. 동국대학원 불교학과 박사학위논문.
- (영어) Bodhi, Bhikkhu (trans.) (2000). 《The Connected Discourses of the Buddha: A Translation of the Samyutta Nikaya》. Boston: Wisdom Publications. ISBN 0-86171-331-1.
- (영어) Dawson, John (1888). 《A Classical Dictionary Of Hindu Mythology And Religion Geography History And Literature》. London: Trübner.
- (영어) DDB. 《Digital Dictionary of Buddhism (電子佛教辭典)》. Edited by A. Charles Muller.
- (영어) Macdonell, Arthur Anthony (1929). 《A practical Sanskrit dictionary with transliteration, accentuation, and etymological analysis throughout》. London: Oxford University Press.
- (영어) Gethin, R.M.L. (1992). 《The Buddhist Path to Awakening: A Study of the Bodhi-Pakkhiyā Dhammā》. Leiden: E.J. Brill. ISBN 90-04-09442-3.
- (영어) Rhys Davids, Caroline A.F. ([1900], 2003). 《Buddhist Manual of Psychological Ethics, of the Fourth Century B.C., Being a Translation, now made for the First Time, from the Original Pāli, of the First Book of the Abhidhamma-Piṭaka, entitled Dhamma-Saṅgaṇi (Compendium of States or Phenomena)》. Whitefish, MT: Kessinger Publishing. ISBN 0-7661-4702-9.
- (영어) Sanskrit and Tamil Dictionaries. 《Cologne Digital Sanskrit Dictionaries》. Institute of Indology and Tamil Studies, Cologne University (www.sanskrit-lexicon.uni-koeln.de).
- (영어) Rhys Davids, T.W. & William Stede (eds.) (1921-5). 《The Pali Text Society's Pali–English Dictionary》. Chipstead: Pali Text Society.
- (영어) Thanissaro Bhikkhu (1996, 1998). 《Wings to Awakening》. Retrieved 2008-07-07 from "Access to Insight" at http://www.accesstoinsight.org/lib/authors/thanissaro/wings/index.html.
- (중국어) 가다연니자 조, 현장 한역 (T.1544). 《아비달마발지론(阿毘達磨發智論)》. 대정신수대장경. T26, No. 1544, CBETA.
- (중국어) 가전연자 지음, 승가제바·축불념 한역 (T.1543). 《아비담팔건도론(阿毘曇八犍度論)》. 대정신수대장경. T26, No. 1543, CBETA.
- (중국어) 구나발타라(求那跋陀羅) 한역 (T.99). 《잡아함경(雜阿含經)》. 대정신수대장경. T2, No. 99, CBETA.
- (중국어) 구나발타라 한역 (T.353). 《승만경(勝鬘經)》. 대정신수대장경. T12, No. 353, CBETA.
- (중국어) 구마라습 한역 (T.614). 《좌선삼매경(坐禪三昧經)》. 대정신수대장경. T15, No. 614, CBETA. }
- (중국어) 규기 찬 (T.1830). 《성유식론술기(成唯識論述記)》. 대정신수대장경. T43, No. 1830, CBETA.
- (중국어) 규기 찬 (T.1861). 《대승법원의림장(大乘法苑義林章)》. 대정신수대장경. T45, No. 1861, CBETA.
- (중국어) 길장 찬 (T.1744). 《승만보굴(勝鬘寶窟)》. 대정신수대장경. T37, No. 1744, CBETA.
- (중국어) 담무참 한역 (T.374). 《대반열반경(大般涅槃經)》. 일명 《북본열반경》. 대정신수대장경. T12, No. 374, CBETA.
- (중국어) 목건련 조, 현장 한역 (T.1537). 《아비달마법온족론(阿毘達磨法蘊足論)》. 대정신수대장경. T26, No. 1537, CBETA.
- (중국어) 무착 조, 바라파밀다라 한역 (T.1604). 《대승장엄경론(大乘莊嚴經論)》. 대정신수대장경. T31, No. 1604, CBETA.
- (중국어) 무착 조, 현장 한역 (T.1602). 《현양성교론(顯揚聖教論)》. 대정신수대장경. T31, No. 1602, CBETA.
- (중국어) 무착 조, 현장 한역 (T.1605). 《대승아비달마집론(大乘阿毘達磨集論)》. 대정신수대장경. T31, No. 1605, CBETA.
- (중국어) 미륵 조, 현장 한역 (T.1579). 《유가사지론(瑜伽師地論)》. 대정신수대장경. T30, No. 1579. CBETA.
- (중국어) 법구 조, 승가발마 등 한역 (T.1552). 《잡아비담심론(雜阿毘曇心論)》. 대정신수대장경. T28, No. 1552, CBETA.
- (중국어) 법승 조, 승가제바·혜원 한역 (T.1550). 《아비담심론(阿毘曇心論)》. 대정신수대장경. T28, No. 1550, CBETA.
- (중국어) 법운 편찬 (T.2131). 《번역명의집(翻譯名義集)》. 대정신수대장경. T54, No. 2131, CBETA.
- (중국어) 법장 술 (T.1733). 《화엄경탐현기(華嚴經探玄記)》. 대정신수대장경. T35, No. 1733, CBETA.
- (중국어) 佛門網. 《佛學辭典(불학사전)》.
- (중국어) 불타야사·축불념 한역 (T.1). 《장아함경(長阿含經)》. 대정신수대장경. T1, No. 1, CBETA. }
- (중국어) 사리자 설, 현장 한역 (T.1536). 《아비달마집이문족론(阿毘達磨集異門足論)》. 대정신수대장경. T26, No. 1536, CBETA.
- (중국어) 색건타라 조, 현장 한역 (T.1554). 《입아비달마론(入阿毘達磨論)》. 대정신수대장경. T28, No. 1554, CBETA. }
- (중국어) 星雲. 《佛光大辭典(불광대사전)》 3판.
- (중국어) 세우 조, 구나발타라·보리야사 한역 (T.1541). 《중사분아비담론(眾事分阿毘曇論)》. 대정신수대장경. T26, No. 1541, CBETA.
- (중국어) 세우 조, 현장 한역 (T.1542). 《아비달마품류족론(阿毘達磨品類足論)》. 대정신수대장경. T26, No. 1542, CBETA.
- (중국어) 세친 조, 진제 한역 (T.1559). 《아비달마구사석론(阿毘達磨俱舍釋論)》. 대정신수대장경. T29, No. 1559, CBETA.
- (중국어) 세친 조, 현장 한역 (T.1558). 《아비달마구사론(阿毘達磨俱舍論)》. 대정신수대장경. T29, No. 1558, CBETA.
- (중국어) 세친 조, 현장 한역 (T.1597). 《섭대승론석(攝大乘論釋)》. 대정신수대장경. T31, No. 1597, CBETA.
- (중국어) 세친 조, 현장 한역 (T.1612). 《대승오온론(大乘五蘊論)》. 대정신수대장경. T31, No. 1612, CBETA.
- (중국어) 세친 조, 현장 한역 (T.1614). 《대승백법명문론(大乘百法明門論)》. 대정신수대장경. T31, No. 1614, CBETA.
- (중국어) 세친 조, 현장 한역, 규기 주해 (T.1836). 《대승백법명문론해(大乘百法明門論解)》. 대정신수대장경. T44, No. 1836_, CBETA.
- (중국어) 승가제바(僧伽提婆) 한역 (T.26). 《중아함경(中阿含經)》. 대정신수대장경. T1, No. 26, CBETA.
- (중국어) 阿含辭典. 《阿含辭典(아함사전)》.
- (중국어) 안혜 조, 지바하라 한역 (T.1613). 《대승광오온론(大乘廣五蘊論)》. 대정신수대장경. T31, No. 1613, CBETA.
- (중국어) 안혜 조, 현장 한역 (T.1606). 《대승아비달마잡집론(大乘阿毘達磨雜集論)》. 대정신수대장경. T31, No. 1606, CBETA.
- (중국어) 연수 편찬 (T.2016). 《종경록(宗鏡錄)》. 대정신수대장경. T48, No. 2016, CBETA.
- (중국어) 오백 아라한 조, 현장 한역 (T.1545). 《아비달마대비바사론(阿毘達磨大毘婆沙論)》. 대정신수대장경. T27, No. 1545, CBETA.
- (중국어) 용수 조, 구마라습 한역 (T.1509). 《대지도론(大智度論)》. 대정신수대장경. T25, No. 1509, CBETA. }
- (중국어) 용수 조, 구마라습 한역 (T.1564). 《중론(中論)》. 대정신수대장경. T30, No. 1564, CBETA.
- (중국어) 원측 찬 (X.369). 《해심밀경소(解深密經疏)》. 만신찬속장경. X21, No. 369, CBETA.
- (중국어) 원휘(圓暉) (T.1823). 《구사론송소론본(俱舍論頌疏論本)》. 대정신수대장경. T41, No. 1823, CBETA.
- (중국어) 丁福保. 《佛學大辭典(불학대사전)》. 一行佛學辭典搜尋.
- (중국어) 제관 록 (T.1931). 《천태사교의(天台四教儀)》. 대정신수대장경. T46, No. 1931, CBETA.
- (중국어) 제바설마 조, 현장 한역 (T.1539). 《아비달마식신족론(阿毘達磨識身足論)》. 대정신수대장경. T26, No. 1539, CBETA.
- (중국어) 중현 조, 현장 한역 (T.1562). 《아비달마순정리론(阿毘達磨順正理論)》. 대정신수대장경. T29, No. 1562, CBETA.
- (중국어) 중현 조, 현장 한역 (T.1563). 《아비달마장현종론(阿毘達磨藏顯宗論)》. 대정신수대장경. T29, No. 1563, CBETA.
- (중국어) 지의 설, 관정 록 (T.1783). 《금광명경현의(金光明經玄義)》. 대정신수대장경. T39, No. 1783, CBETA. }
- (중국어) 지의 설, 법신 기 (T.1916). 《석선바라밀차제법문(釋禪波羅蜜次第法門)》. 대정신수대장경. T46, No. 1916, CBETA.
- (중국어) 축불념 한역 (T.1485). 《보살영락본업경(菩薩瓔珞本業經)》. 대정신수대장경. T24, No. 1485, CBETA.
- (중국어) 현장 한역 (T.1563). 《해심밀경(解深蜜經)》. 대정신수대장경. T16, No. 676, CBETA.
- (중국어) 혜원 찬 (T.1851). 《대승의장(大乘義章)》. 대정신수대장경. T44, No. 1851, CBETA.
- (중국어) 호법 등 지음, 현장 한역 (T.1585). 《성유식론(成唯識論)》. 대정신수대장경. T31, No. 1585, CBETA.